# Festival Internacional de Órgano de Morelia
El Festival Internacional de Órgano de Morelia (FIOM) es un festival internacional de música de órgano, fundado en 1966 por el organista Alfonso Vega Núñez (1924-2016). Se realiza anualmente durante el mes de diciembre en la ciudad de Morelia, Michoacán, México. Tiene como sede principal la Catedral de Morelia, ya que en ella está instalado el Órgano San Gregorio Magno que dio origen a este festival.
Su nombre oficial es Festival Internacional de Órgano de Morelia «Alfonso Vega Nuñez», en homenaje a su fundador y principal promotor quien fuera el primer organista titular de la Catedral de Morelia. Tiene como propósito rescatar y difundir la música para órgano en México, conservar, promover y difundir la música que se originó en las épocas en que el órgano fue un destacado instrumento musical, fomentar la cultura y el turismo regional.
Es organizado por un patronato integrado por familiares y amigos del fundador, la Secretaría de Cultura del Estado de Michoacán y otras dependencias municipales, estatales y federales.

## Características
Tiene un enfoque internacional, tanto en la música que se interpreta como en los organistas invitados. Cada año se reúne a cinco o seis organistas que figuran entre los más importantes del mundo.
Algunos de los organistas que han participado son: 
- de México: Víctor Urbán, Laura Carrasco, Víctor Contreras Ruíz, Francisco Domínguez, Alex Mendez, Jesús López Moreno, Eliseo Martínez, Rafael Martínez, Daniel Morales, Héctor Salcedo, Rodrigo Treviño, entre otros.
- de Argentina: Felipe Delsart
- de Brasil: Anne Schneider
- de Canadá: Jaques Boucher y Nicholas Fairbank
- de Estados Unidos: Donald Joyce, Dan Millar y Kevin Clarke
- de Uruguay: Lucía Castellanos y Cristina García Banegas.
- de Alemania: Norbert Kreiner y Barbara Schmelz
- de España: José Enrique Arraya, Francisco Javier López y Juan Paradell Solé
- De Inglaterra: Peter Holder
- de Italia: Gilberto Scordari, Maurizio Mancino,  Sossio Capasso, Davide Pinna y Pia Zanca
- de Rusia: Anatoly Marshalov y Gabriel Konjaev
- de Países Bajos: Aart Bergwerff, Elske Te Lindert y Rob Waltmans

La selección musical está conformada principalmente por música clásica, música sacra, y música tradicional especialmente realizada para interpretarse en órgano. Se interpretran obras Bach, Händel, Dietrich Buxtehude, Louis Vierne, Charles-Marie Widor, Théodore Dubois, Léon Boëllmann, entre otros. Un espacio especial de la programación se destina a recordar la música del compositor michoacano Miguel Bernal Jiménez y de Alfonso Vega Núñez. Algunos conciertos son acompañados por coros, cuartetos de violines y orquestas sinfónicas.

## Órgano de la catedral de Morelia
Durante el siglo XVIII la catedral de Morelia tuvo otros órganos que se encontraban en el espacio de la nave mayor, pero fueron removidos y ya no existen. El actual Órgano monumental de la Catedral de Morelia, también conocido como Órgano San Gregorio Magno, fue instalado en la catedral en 1905. Es un instrumento de factura alemana, firmado por la Casa Walker que en 1960 modificó su estructura de neumática a eléctrica, lo que le devolvió al instrumento la potencia y sonoridad que había perdido a lo largo de siglos. Posee 4600 flautas.
Se encuentra ubicado en la parte superior, al inicio de la nave mayor de la catedral, justamente arriba de la entrada principal. Posee una fachada falsa, realizada en madera, la cual se presenta con laboriosas molduras talladas y flautas simuladas en tono dorado, que tiene una función estrictamente decorativa ya que en su interior se encuentran los mecanismos y flautas de aire, enfrente de la fachada se encuentra un espacio donde se localiza propiamente la consola del órgano. A este nivel donde descansa el órgano, se asciende mediante unas escaleras metálicas en forma de caracol.
La catedral de Morelia, dada su acústica, su espacio y su riqueza arquitectónica es sede de varios festivales musicales.

## Historia
El primer festival se realizó en mayo de 1966, a instancias de su fundador, Alfonso Vega Núñez, el organista de la catedral de Morelia. En ese mismo año se celebró en Morelia el Primer Congreso de la Unión Nacional de Organistas, que incluyó cuatro conciertos y 27 obras interpretadas por siete ejecutantes mexicanos. También se llevaron a cabo conferencias, mesas redondas y sesiones técnicas.
En 1978 se presentaron por primera vez organistas de fuera de México, procedentes de Argentina, Panamá y Estados Unidos. 
En junio de 2003 comenzaron las tareas de restauración del órgano, cuyo sistema fue totalmente renovado. En 1960 la Casa Walker ya había modificado su estructura de neumática a eléctrica.
En 2005, a partir de la edición 39, el Festival pasó a llamarse Festival Internacional de Órgano de Morelia «Alfonso Vega Núñez», en homensaje a su fundador. En ese mismo año se celebró el centenario del Órgano monumental de la Catedral de Morelia, colocado en la catedral en 1905, y se organizaron seis conciertos en otras localidades del estado: Ciudad Hidalgo, Cuitzeo, Puruándiro, Tingüindín, Zacapu y Zamora de Hidalgo.